# Bilge Demirköz
Bilge Demirköz, née en 1980 est une astrophysicienne turque, spécialiste des particules, connue pour ses recherches sur le rayonnement spatial et les particules qui se déplacent à une vitesse proche de la lumière. Elle est professeure turque de physique à l'université technique du Moyen-Orient. Elle coordonne le Particle Radiation Tests Creation Laboratory, la première collaboration entre la Turquie et le CERN, l'Organisation européenne pour la recherche nucléaire.

## Formation et carrière
Demirkoz est originaire d'Istanbul. Elle fréquente le Robert College pour ses études secondaires. Elle veut participer à la recherche pendant ses études de premier cycle, alors elle déménage au Massachusetts Institute of Technology. Elle remporte le prix Joel Matthew Orloff en 2001. Elle obtient un baccalauréat ès sciences en physique et musique du Massachusetts Institute of Technology en 2001. Elle commence à travailler sur le spectromètre magnétique Alpha. On lui propose des postes de doctorat au California Institute of Technology, au MIT, à l'université Stanford et à l'université Harvard. Bien qu'elle commence son doctorat au MIT, la catastrophe de la navette spatiale Challenger l'amène à déménager à l'Université d'Oxford. Elle est boursière Dorothy Hodgkin du Conseil des installations scientifiques et technologiques sous la direction d'Antony Weidberg. Elle termine ses études de troisième cycle à l'Université d'Oxford en 2007 et elle est membre du Balliol College. Sa thèse s'intitule Construction and Performance of the ATLAS SCT Barrels and Cosmic Tests.
De 2007 à 2009, Demirköz est boursière postdoctorale au CERN où elle travaille comme experte dans le détecteur Trigger pour l'expérience ATLAS. En 2009, elle est chercheuse postdoctorale à l'université de Cambridge, de 2009 à 2011, elle est postdoctorante au CERN et à l'Institut de physique des hautes énergies (Institut de Fisica d'Altes Energies (IFAE).
Elle est promue professeure à l'université technique du Moyen-Orient en 2017. Elle est chercheuse principale du groupe de physique des astroparticules.

## Travaux de recherches
Demirköz est une astrophysicienne des particules connue pour ses recherches sur le rayonnement spatial et les particules qui se déplacent à une vitesse proche de la lumière. Ses recherches comprennent des travaux sur les formes de jet des données de 900 GeV et 7 TeV de l'expérience ATLAS, des tests de détecteurs utilisant des rayons cosmiques et la participation à l'expérience Alpha Magnetic Spectrometer sur la Station spatiale internationale. Elle fonde la bourse Engin Arik en 2008, un fonds qui soutient les étudiants turcs du CERN. Elle dirige le Particle Radiation Tests Creation Laboratory, la première collaboration entre la Turquie et le CERN. Cela lui permet d'étudier l'environnement radiatif de la terre ainsi que de surveiller l'impact des radiations sur les appareils électroniques. En 2021, Demirköz dirige l'équipe qui développe un radiomètre qui est le premier instrument de mesure scientifique à aller de la Turquie vers l'espace.

## Publications sélectionnées
- (en) G. Aad, T. Abajyan, B. Abbott et J. Abdallah, « Observation of a new particle in the search for the Standard Model Higgs boson with the ATLAS detector at the LHC », Physics Letters B, vol. 716, no 1,‎ septembre 2012, p. 1–29 (DOI 10.1016/j.physletb.2012.08.020, lire en ligne, consulté le 7 février 2023)
- (en) Bilge M. Demirköz, « Cosmic tests and performance of the ATLAS SemiConductor Tracker Barrels », Nuclear Instruments and Methods in Physics Research Section A: Accelerators, Spectrometers, Detectors and Associated Equipment, vol. 572, no 1,‎ mars 2007, p. 43–47 (DOI 10.1016/j.nima.2006.10.285, lire en ligne, consulté le 7 février 2023)

## Prix et récompenses
Elle est sélectionnée comme boursière TED en 2011. Elle est nommée au Comité consultatif des utilisateurs du CERN en 2011. Demirköz siége au Conseil des arts du CERN. Demirköz est élue à l' Académie turque des sciences en 2012. En 2015, elle prend la parole au Réseau des femmes turques. Elle est nommée talent montant international L'Oréal-UNESCO en 2017,. En 2017, elle reçoit un prix des anciens élèves de la réussite professionnelle du British Council  et elle est nommée à la Global Young Academy,. Elle est présentée dans la célébration des femmes dans la science du magazine Science 2018, et elle est élue au forum des jeunes leaders mondiaux en 2019.